# Ktož jsú boží bojovníci

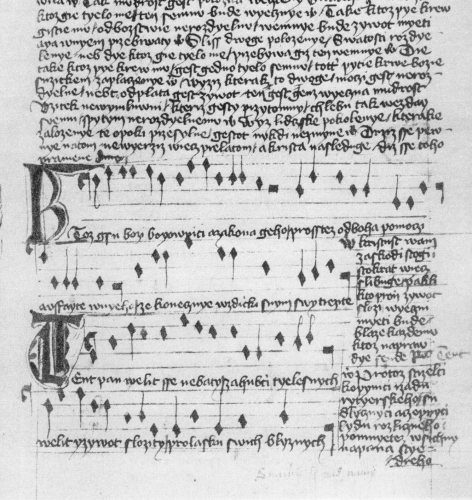
Chorál Ktož jsú boží bojovníci zapsaný v Jistebnickém kancionálu

Ktož jsú boží bojovníci (moderně Kdo jsou boží bojovníci, pravopisem Jistebnického kancionálu Ktoz jsu bozi boyownici), je jeden z nejznámějších chorálů husitské doby, kterému je někdy připisována funkce jakési husitské hymny.

## Vznik chorálu

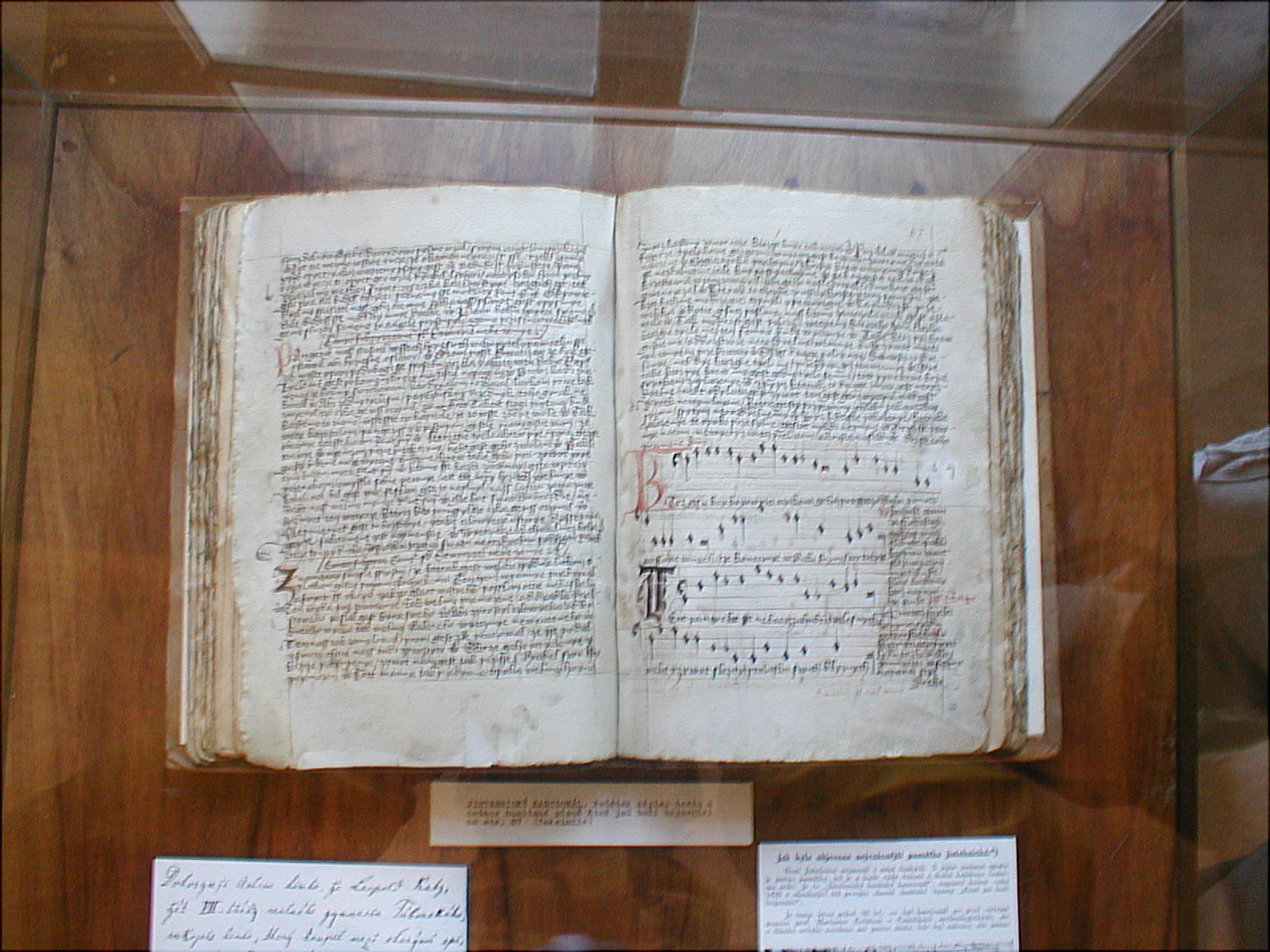
Jistebnický kancionál (faksimile, vystaveno v Betlémské kapli v Praze).

Jeho vznik a autorství přitom v minulosti nebyly vždy zcela vyjasněny Až roku 1872, po objevení tzv. Jistebnického kancionálu, se začalo vycházet z autorství kněze Jana Čapka z Klatov – tuto domněnku vyslovil jako jeden z prvních roku 1913 Zdeněk Nejedlý.

### Slova
První, nejznámější, sloka chorálu zní:
Ktož sú boží bojovníci

a zákona jeho,

prostež od Boha pomoci

a úfajte v něho,

že konečně vždycky s ním svítězíte.

## Chorál a jeho pozdější obdoby
Husitský chorál, mající v sobě značnou dávku vlastenectví, národní identifikace a boje proti utiskovatelům, inspiroval i mnoho dalších hudebníků, kteří tento chorál v té či oné podobě převzali. Nejedná se přitom pouze o tradiční komponisty vážné hudby, spektrum jde přes folk až po punk a metal. Výběr:

### Klasické skladby
- Karel Šebor, opera Nevěsta husitská (1868) – první užití husitského chorálu v české novodobé hudbě[4]
- Bedřich Smetana, symfonické básně Tábor a Blaník – Smetanův cyklus symfonických básní Má vlast se společným tématem vlast a národ jako jeden z prvních zahrnul i ideovou myšlenku husitských božích bojovníků. Nápěv chorálu se objevuje i v opeře Libuše (5. výjev Libušina proroctví v závěru opery – Žižka, Prokop Veliký a husité)
- Leoš Janáček, opera Výlety páně Broučkovy (část II, Výlet pana Broučka do XV. století)
- Josef Suk, Praga, symfonická báseň op.26 – jako předloha sloužila Sukovi báseň Svatopluka Čecha o obležení Prahy vojskem Jana Žižky; citace chorálu má být nezáměrná
- Pavel Haas, Symfonie (1940–41)
- Karel Husa, Hudba pro Prahu 1968
- Zdeněk Lukáš, Malá humoreska pro klarinet, fagot a dechový orchestr

### Populární skladby
- Visací Zámek, Kdož sú boží bojovníci (živé album Atentát na kulturu nahrané ve strahovském Klubu 007)
- Daniel Landa, Kdož jste boží bojovníci (album Valčík, 1993) – po rozpadu skinheadské kapely Orlík se Daniel Landa jako sólista ujímá i tématu o husitech
- Klíč, Pohár a kalich (album Omnia Vincit Amor, 1993) – mimo jiné husitská tematika známé renesančně folkové kapely
- Daniel Landa, Tradice (album Chcíply dobrý víly, 1995) – druhé album, zaměřené proti lhostejnosti, věnované předkům, jako byli legionáři, piloti RAF a další
- Arakain, Chorál (1985, album Arakain 15 Vol. 1, 1997) – skupina Arakain patří k významným thrashmetalovým legendám české scény